# Лапош (Прахова)
Лапош (рум. Lapoș) насеље је у Румунији у округу Прахова у општини Лапош. Oпштина се налази на надморској висини од 328 m.

## Становништво
Према подацима из 2011. године у насељу је живело 964 становника.